# Stowarzyszenie Gmin Babiogórskich
Stowarzyszenie Gmin Babiogórskich (SGB) – organizacja społeczno-kulturalna promująca współpracę regionalną w obszarze wokół Babiej Góry.
Stowarzyszenie powstało w 1995, jego siedziba znajduje się Suchej Beskidzkiej. 
Członkami Stowarzyszenia jest 13 gmin położonych na terenie powiatów: suskiego, żywieckiego, nowotarskiego oraz wadowickiego. Są to trzy miasta: Jordanów, Maków Podhalański i Sucha Beskidzka oraz 50 wsi z 13 gmin: Budzowa, Bystrej-Sidziny, Jabłonki, Lanckorona (od 2003),  Lipnicy Wielkiej, Koszarawy, Makowa Podhalańskiego, Stryszawy, Zembrzyc oraz Zawoi. 
Ponadto ze Stowarzyszeniem współpracuje gmina wiejska Jordanów oraz, od 2000 roku, 11 wsi słowackiej Orawy, tworzących Združenie Babia Hora. 
Gminy członkowskie SGB zajmują łącznie powierzchnię 982 km², a zamieszkuje je blisko 110 tys. osób (na koniec 2020 roku).
Głównymi celami tej organizacji jest zwiększenie współpracy pomiędzy gminami-członkami SGB oraz ochrona krajobrazu przyrodniczego i kulturowego (zobacz: Babiogórcy) tego obszaru poprzez wspieranie rozwoju społeczno-gospodarczego tego obszaru. Stowarzyszenie jest wydawcą „Rocznika Babiogórskiego”, „Kalendarza SGB” oraz serii „Biblioteka Babiogórska”.
Stowarzyszenie Gmin Babiogórskich jest członkiem Federacji Regionalnych Związków Gmin i Powiatów RP.